# Экологическое проектирование
Экологическое проектирование — новая наука, изучающая объединение экологии и проектирования, связанная с дизайном, мониторингом и строительством экосистем.
По Митчу: «создание устойчивых экосистем направленных на интеграцию человеческого общества и его окружающей среды в интересах обоих»

## Обзор
Экологическое проектирование возникло как новая идея в ранних 60х, но потребовалось ещё несколько десятилетий на уточнение её определения. Её реализация ещё корректируется, и она получила широкое признание как новая парадигма сравнительно недавно. Экологическое проектирование было представлено Говардом Одумом и другими как использование природных источников энергии в качестве основного подхода для манипуляции и контроля за экологическими системами.
Митсч и Йоргенсен были первыми кто дал определение экологическому инжинирингу и кто обеспечил его основными принципами. Они определили и охарактеризовали Экологический инжиниринг в 1989 году в своей книге и подтвердили это в их следующей книге в 2004 году.
Митсч и Йоргенсен предположили, что цели Экологического проектирования это:
1. Восстановление экосистем которые были повреждены человеческой активностью, такой как загрязнение или земельные нарушения.
2. Развитие новых устойчивых экосистем которые имеют значение и для человека и для экологии.

Они собрали пять ключевых концепций Экологического проектирования:
- Базируется на самовоспроизводящихся мощностях экосистем
- Может быть полевым тестом для экологической теории
- Полагается на подходах к комплексной системе
- Сохраняет невозобновляемые источники энергии
- Поддерживает биологическую консервацию

С. Д. Берген и другие определили Экологический инжиниринг так:
- Использует экологическую науку и теорию
- Применяется ко всем типам экосистем
- Адаптирует методы проектирования
- Признаёт руководящую систему ценностей

К. Р. Баретт(1999) предлагал более буквальное определение термина: дизайн, строительство, пользование и управление ассоциированных сообществ растений и животных для выгоды человека и, часто, природы. По утверждению Баретта другие термины с равными или схожими значениями включают экотехнологии и два широко использованных термина в поле борьбы с эрозией: почвенная биоинженерия и биотехническая инженерия. Однако экоинженерию нельзя путать с биотехнологиями, которые используются для описания генной инженерии на клеточном уровне или «биоинженерию» означающую созданию искусственных частей тела. Это направление проектирования сочетает основные и добавленные науки Экологического проектирования, экономики, естественных наук, наук для восстановления и строительства водных и сухопутных экосистем.
Поле деятельности Экологического проектирования растёт вширь и вглубь по мере того, как появляются большие возможности для создания и использования экосистем и по мере того, как взаимодействия между технологиями и окружающей средой исследуются.
Реализация экологического проектирования направлена на создание или восстановление экосистем из деградировавших болот до многоуровневых ванн и парников, которые объединяют микробов, рыб и растений для превращение использованной человеком воды в такие продукты как, удобрения, цветы и питьевую воду.
Потенциальное применение Экологического проектирования в городах включает в себя области ландшафтной архитектуры, градостроительства, строительства и городского садоводства, которые могут быть применены в городской ливневой системе. Потенциальное применение Экологического инжиниринга в сельской местности включает в себя обработку водно-болотных угодий и восстановление леса в сообществах с использованием экологических знаний.
Сегодняшний образ жизни и планирование мест обитания включают в себя движения пермакультуры.

## Руководство по проектированию
Проект экологического проектирования будет следовать циклу похожему на цикл инжинирингового проекта:
1. обозначение проблемы(цель)
2. анализ проблемы(ограничения)
3. поиск альтернативных методов решения
4. выбор альтернативы
5. спецификация окончательного решения.[8]

Элементы, которые отличают экологическое проектирование разработаны многими авторами, однако единственного подхода до сих пор нет. Как правило, цель проекта включает в себя защиту экосистем находящихся в зоне риска, восстановление деградированных экосистем, или создание новой устойчивой экосистемы для удовлетворения потребностей природы и общества.
Выбирая между альтернативами, проект должен включать экологическую экономику в оценку проекта и признать руководящую систему ценностей, которая способствует биологической консервации.
- Подходит ко всем типам экосистем
- Адаптирует методы проектирования
- Выполнение проекта должно базироваться на использовании экологической науки и теории.
- Базируется на самовоспроизводящихся мощностях экосистем
- Принимает теорию адаптивного менеджмента учения на ошибках, проект тестируется по экологической теории.
- Полагается на подходах к комплексной системе
- Сохраняет невозобновляемые источники энергии

## Учебная программа
Учебная программа была разработана для Экологического проектирования и ключевые учреждения США начали запуск этих программ. Ключевые элементы этой программы:
- Количественная экология
- Системная экология
- Восстановительная экология
- Экологическое моделирование
- Экологический инжиниринг
- Экономика экологического инжиниринга
- Технические факультативы

В дополнение к этому набору курсов есть начальные курсы физических, биологических и химических дисциплин. По Мэтлок и др., проект должен определить ограничения, характеризовать решения в экологическом времени, и включить экологическую экономику в оценку проекта. Экономика экологической инженерии была продемонстрирована с использованием принципов потребления энергии, необходимой для водно-болотных угодий, и с помощью питательных веществ для молочной фермы.